# Tirana
Tirana er Albaniens hovedstad og største by. Den ligger centralt i landet på en slette omgivet af bjerge og bakker. Byen har et anslået indbyggertal på 418.495 (2011), mens nogle anslår tallet til hele 700.000.[kilde mangler] Tirana blev grundlagt af den osmanniske general Sulejman Pasha i 1614 og blev Albaniens hovedstad i 1920.

## Demografi
Der er for få eller ingen kildehenvisninger i dette afsnit, hvilket er et problem. Du kan hjælpe ved at angive troværdige kilder til de påstande, som fremføres.

I 2006 var Tiranas indbyggertal officielt estimeret til 600.339.
I 1703 havde Tirana 4.000 indbyggere og i 1820 havde antallet nået 12.000. Byens befolkning steg til 30.000 omkring 1930. Gennem 1950'erne oplevede Tirana en hurtigtvoksende industri, og indbyggertallet steg til 137.000 i 1960.
Efter det kommunistiske styres fald i 1991, oplevede Tirana den største befolkningsstigning, da folk fra landbrugsområder flyttede til hovedstaden for at finde et bedre liv. I 1990 var befolkningen på 300.000 indbyggere, men den store migration til byen fra andre dele af landet siden da har øget indbyggertallet til et godt stykke over 500.000.

## Økonomi
Tirana er Albaniens primære industrielle center. Byen har oplevet en hurtig vækst og etableret mange nye virksomheder siden 1920'erne. De største erhvervssektorer tæller landbrugsprodukter og -maskineri, tekstiler, medicin og metalprodukter.
Tirana begyndte sin udvikling i begyndelsen af det 16. århundrede, da en bazar blev etableret, og der påbegyndtes produktion af silke- og bomuldsmaterialer, leder, keramik samt jern-, sølv- og guldgenstande. Eftersom Tirana er beliggende i et frugtbart område kunne bønderne producere i overflod og fra området blev eksporteret 2.600 fade olivenolie og 14.000 pakker tobak til Venedig i 1749. I 1901 var der 140.000 oliventræer, 400 oliemøller og 700 butikker. Tirana arbejder for tiden på at opbygge en turismeindustri, selvom indsatsen bliver hindret af manglen på infrastruktur og den vedvarende politiske ustabilitet i regionen.

## Uddannelse
Tirana huser Tirana Universitet grundlagt i 1957 og andre regeringsbygninger og sociale bygninger såsom det Albanske Videnskabsinstitut, Kunstakademiet, Landbrugsuniversitetet, Militærakademiet, Institutet for Ministeriet for Interne Affærer, Parlamentet og Højesteret.
Udover de offentlige universiteter huser Tirana også private akademiske institutioner, såsom University of New York, Tirana, Epitech, Universiteti Marin Barleti, Epoka University, etc.

## Venskabs- og partnerbyer
| - Zagreb, Kroatien - Paris, Frankrig - Thessaloniki, Grækenland - Ankara, Tyrkiet - Bursa, Tyrkiet - Sarajevo, Bosnien-Hercegovina - Athen, Grækenland - Podgorica, Montenegro - Rom, Italien - Firenze, Italien - Torino, Italien - Moskva, Rusland - Cobourg, Canada - Marseille, Frankrig | - Beijing, Kina - Seoul, Sydkorea - Madrid, Spanien - Barcelona, Spanien - Zaragoza, Spanien - Sofia, Bulgarien - Bukarest, Rumænien - Prag, Tjekkiet - Genova, Italien - Bruxelles, Belgien - Stockholm, Sverige - Kyiv, Ukraine - Vilnius, Litauen |